# Fob James
Forrest Hood „Fob“ James, Jr. (* 15. September 1934 in Lanett, Chambers County, Alabama) ist ein ehemaliger US-amerikanischer Politiker, der zweimal das Amt des Gouverneurs von Alabama ausübte. Er gehörte sowohl der Demokratischen Partei als auch den Republikanern an.

## Frühe Jahre und politischer Aufstieg
Fob James besuchte die öffentliche Schule in Lanett und die Baylor Military Academy in Chattanooga, Tennessee. Er machte seinen Bachelor of Science in Bauingenieurwesen am Auburn Polytechnic Institute, wo er als Halfback im Football-Team der Auburn Tigers spielte. Nach seinem Abschluss war er als Profi bei den Montreal Alouettes in der Canadian Football League aktiv, bevor er für zwei Jahre in die US-Army eintrat und den Dienstgrad eines Lieutenant im United States Army Corps of Engineers bekleidete. Nach seiner Militärzeit kehrte er nach Alabama zurück, wo er als Bauinspektor bis 1962 tätig war und dann ein Sportzubehör-Geschäft eröffnete.

## Gouverneur von Alabama
James hatte Anfang der 1970er Jahre wie viele Südstaatendemokraten die Demokratische Partei verlassen, um Mitglied der Republikanischen Partei zu werden, kehrte aber 1978 zu den Demokraten zurück, trat dann für das Amt des Gouverneurs von Alabama an und besiegte den republikanischen Kandidaten H. Guy Hunt. Während seiner ersten Amtszeit stand der Staat vor beachtlichen Problemen, allerdings war James in einem vernünftigen Maße mit seinem Bildungsreformpaket erfolgreich, verbesserte das psychiatrische Gesundheitssystem, sowie das Überfüllungsproblem einiger Strafanstalten und nahm das ehemals finanziell schwer angeschlagene Medicaid-System wieder auf. James vereinigte staatliche Ämter, um die Staatsausgaben zu reduzieren, und arbeitete an strengeren Strafen für überführte Drogenhändler. Allerdings war er bei seinen Bemühungen, eine neue Staatsverfassung zu entwerfen, erfolglos, erhob dafür eine Benzinsteuer, setzte die gerichtsangeordnete Aufhebung der Rassentrennung (Desegregation) bei einigen der staatlichen amtsuntergeordneten Einrichtungen um und sicherte die Verabschiedung seines Gesetzesentwurfs für die Beseitigung der Einkommenssteuerabzüge für Sozialhilfezahlungen. Während der staatlichen Wirtschaftskrise realisierte James eine 10-prozentige Ausgabenkürzung, setzte einen Einstellungsstopp um und entließ zeitweilig eine beträchtliche Anzahl der staatlichen Belegschaftsmitglieder. Ferner war er recht behilflich bei der Erschließung der staatlichen Highways, resultierend aus der Zweckbindung eines festen Geldbetrags für solche Erschließungen aus dem staatlichen Oil Windfall Fonds.
Gouverneur James stellte sich 1982 zur Wiederwahl und verlor gegen seinen Kontrahenten George Wallace, jedoch kam er nach der Wahl im November 1994 wieder ins Amt, nachdem er erneut den Republikanern beigetreten war. Er ist mit Bobbie Mooney verheiratet, sie haben drei gemeinsame Kinder.

## Kreationismus und Film
Im Dokumentarfilm Break the Science Barrier des Evolutionsbiologen Richard Dawkins wird eine Szene gezeigt, wo James, der die Evolution ablehnt, 1995 bei einem Treffen des Alabama State Board of Education den Gang eines Urmenschen nachahmt, um sich über die herrschende Lehre in der Wissenschaft lustig zu machen. Er unterstützte eine Richtlinie, die in Biologieschulbüchern eine Warnung vorschrieb, die lautete: Niemand war zugegen, als das Leben auf der Erde entstand, daher muss alles, was die Entstehung des Lebens betrifft als Theorie angesehen werden und nicht als Tatsache.